# Oxalobacteraceae
Famille
La famille de bactéries des Oxalobacteraceae fait partie de l'ordre Burkholderiales. Cette famille inclut à la fois des bactéries anaérobies et aérobies.

## Liste des genres
Selon BioLib (18 mars 2020) :
- genre Collimonas De Boer, Leveau, Kowalchuk, Klein Gunnewier, Abeln, Figge, Sjollema, Janse & van Veen, 2004
- genre Duganella Hiraishi, Shin & Sugiyama, 1997
- genre Herbaspirillum J.I. Baldani, V.L.D. Baldani, Seldin & Döbereiner, 1986
- genre Herminiimonas Fernandes, Rainey, Nobre, Pinhal, Folhas & da Costa, 2005
- genre Janthinobacterium De Ley, Segers & Gillis, 1978
- genre Massilia La Scola, Birtles, Mallet & Raoult, 2000
- genre Naxibacter P. Xu, W.J. Li, Tang, Zhang, S.Z. Chen, H.H. Chen, L.H. Xu & Jiang, 2005
- genre Oxalibacterium Tamer, Aragno & Şahin, 2003
- genre Oxalobacter Allison, Dawson, Mayberry Foss, 1985
- genre Telluria Bowman, Sly, Hayward, Spiegel Stackebrandt, 1993
- genre Undibacterium Kämpfer, Rosselló-Mora, Hermansson, Persson, Huber, Falsen & Busse, 2007

Selon Catalogue of Life (18 mars 2020) et ITIS (18 mars 2020) :
- genre Collimonas de Boer & al., 2004
- genre Duganella Hiraishi & al., 1997
- genre Glaciimonas Zhang & al., 2011
- genre Herbaspirillum Baldani & al., 1986 emend. Baldani & al.1996 emend. Carro & al., 2012
- genre Herminiimonas Fernandes & al., 2005
- genre Janthinobacterium De Ley & al., 1978 emend. Lincoln & al., 1999
- genre Massilia La Scola & al., 2000 emend. Kämpfer & al., 2011
- genre Naxibacter Xu & al., 2005 emend. Kämpfer & al., 2008
- genre Oxalicibacterium Tamer & al., 2003
- genre Oxalobacter Allison & al., 1985
- genre Telluria Bowman & al., 1993
- genre Undibacterium Kämpfer & al., 2007 emend. Eder & al., 2011

Selon NCBI (18 mars 2020) :
- genre Actimicrobium "" Kim & al. 2011
- genre Candidatus Zinderia "" McCutcheon & Moran 2010
- genre Collimonas de Boer & al. 2004
- genre Duganella Hiraishi & al. 1997 emend. Kampfer & al. 2012
- genre Glaciimonas Zhang & al. 2011 emend. Margesin & al. 2016
- genre Herbaspirillum Baldani & al. 1986 emend. Baldani & al. 1996
- genre Herminiimonas Fernandes & al. 2005
- genre Janthinobacterium De Ley & al. 1978 (Approved List 1980) emend. Lincoln & al. 1999
- genre Lacisediminimonas Wu & al. 2020
- genre Massilia La Scola & al. 2000 emend. Kampfer & al. 2011
- genre Noviherbaspirillum Lin & al. 2013
- genre Oxalicibacterium Tamer & al. 2003
- genre Oxalobacter Allison & al. 1985
- genre Paraherbaspirillum Anandham & al. 2013
- genre Pseudoduganella Kampfer & al. 2012
- genre Sapientia Felföldi & al.
- genre Solimicrobium Margesin & al. 2018
- genre Telluria Bowman & al. 1993
- genre Undibacterium Kampfer & al. 2007 emend. Eder & al. 2011